# Carlo Caffarra

Carlo Caffarra, italijanski rimskokatoliški duhovnik, škof, nadškof in kardinal, * 1. junij 1938, Samboseto di Busseto, Italija, † 6. september 2017, Bologna, Italija.

## Življenjepis
2. julija 1961 je prejel duhovniško posvečenje.
8. septembra 1995 je bil imenovan za nadškofa Ferrare-Comacchio; škofovsko posvečenje je prejel 21. oktobra istega leta. 16. decembra 2003 je bil imenovan za nadškofa Bologne in 15. februarja 2004 je bil ustoličen.
24. marca 2006 je bil povzdignjen v kardinala in imenovan za kardinal-duhovnika S. Giovanni Battista dei Fiorentini; na sledeči položaj je bil ustoličen 24. junija istega leta.